# Lepanto (Puntarenas)
Lepanto es el cuarto distrito del cantón de Puntarenas, en la provincia de Puntarenas, de Costa Rica.
Es uno de los siete Concejos Municipales de Distrito existentes en Costa Rica.

## Historia
En tiempos coloniales, Lepanto junto con la totalidad de la península de Nicoya le pertenecía administrativamente al Partido de Nicoya (actual Guanacaste), fue a principios del siglo XX que el presidente Alfredo González Flores firma un decreto que traspasa la administración de Lepanto junto con Paquera y Cóbano a la provincia de Puntarenas. Esto se debió dado que para ese momento era más rápido llegar a Paquera por mar en barcos procedentes de Puntarenas, que por las rutas terrestres existentes hacia Nicoya. En la actualidad existe cierto impulso político en Guanacaste para reincorporar administrativamente a toda la Península de Nicoya a la provincia de Guanacaste, aduciendo que la Carretera Interamericana permite una rápida comunicación terrestre.

## Ubicación
Junto con Paquera y Cóbano, constituye uno de los tres distritos peninsulares de Puntarenas, se localiza en el extremo sur de la península de Nicoya.
Su cabecera y caserío más poblado es Jicaral la cual se encuentra a 54 km de Nicoya y a 130 km de Liberia, y está conectada con la provincia de Guanacaste a través de la ruta 21.
Lepanto es el único distrito peninsular de Puntarenas que, en términos de posición geográfica, se encuentra entre dos urbes del Pacífico, pues está conectado a ciudades de Guanacaste como Nicoya, Santa Cruz, y Liberia por medio de la Ruta 21 y a Puntarenas a través del golfo de Nicoya. Su cabecera, Jicaral, se encuentra muy próxima a los poblados de Santa Rita, Carmona, San Pablo y Mansión. También posee rutas hacia la costa de Bejuco, principalmente al poblado llamado San Francisco de Coyote, este perteneciente a Nandayure.
Lepanto comparte poca incorporación peninsular con sus 2 símiles Paquera y Cóbano, esto debido a que las vías y gestiones de comunicación y salud de Lepanto están más arraigadas a lo terrestre que a lo marítimo mediante el puente La Amistad de Taiwán y el hospital La Anexión de Nicoya ubicados en la provincia de Guanacaste, además de que mantiene una fuerte relación con el cantón de Nandayure, cantón con el cual comparte la mayor parte de límites terrestres y la principal vía hacia Nicoya. Dichos motivos mantienen a Lepanto con un destino distinto al resto del sur de la península de Nicoya.

## Geografía
Lepanto cuenta con un área de 424,31 km² y una altitud media de 6 m s. n. m.
Se encuentra una pequeña zona intermareal que permite un leve paso por su costa. El distrito es poseedor de manglares que separan a los poblados del golfo. Cerca de dicha vegetación se encuentra la Isla Venado perteneciente a dicho distrito y la cual, a su vez, constituye una extensión de su territorio.
Una característica geográfica notoria es la presencia de colinas entre Jicaral y Carmona. Ambos lugares se encuentran paralelos el uno con el otro.

## Demografía
Para el año 2022, Lepanto cuenta con una población estimada de 10 444 habitantes, y para el último censo efectuado, en 2011, Lepanto contaba con una población de 9502 habitantes.
Es el más grande y poblado de los 3 distritos puntarenenses de la península de Nicoya, seguido en población por Cóbano.

## Localidades
- Poblados: Alto Fresca, Bajo Mora, Balsa, Balso, Bijagua, Brisas, Cabo Blanco, Camaronal, Cantil, Cañablancal, Cerro Frío, Cerro Indio, Cerro Pando, Corozal, Coto, Cuajiniquil, Chanchos, Chiqueros, Dominica, El Mora, Encanto, Fresca, Gloria, Golfo, Guabo, Guadalupe, Ilusión, Isla Venado, Jicaral, Juan de León, Milpa, Montaña Grande, Níspero, Nubes, Once Estrellas, Piedades, Pilas de Canjel, Punta de Cera, Río Seco, Sahíno, San Blas, San Miguel, San Miguel de Río Blanco, San Pedro, San Rafael, San Ramón de Río Blanco, Santa Rosa, Tigra, Tres Ríos, Tronconal, Unión, Vainilla.

## Economía
En el distrito hay dos lugares que causan confusión; uno es Jicaral y el otro Lepanto. Desde un principio Jicaral desplazó a Lepanto como centro administrativo de la zona donde se ubica; este a su vez conecta con muchas zonas cercanas y su relieve ha permitido un desarrollo más rápido que el de Lepanto. El área a veces se clasifica como parte de la economía de la región chorotega.
Jicaral cuenta con hoteles y restaurantes económicos. Cerca de la carretera es común ver lagos de sal.
Lepanto no posee playas turísticas ni actividad hotelera de playa.

## Transporte

### Carreteras
Al distrito lo atraviesan las siguientes rutas nacionales de carretera:
- Ruta nacional 21
- Ruta nacional 163
- Ruta nacional 623

## Conformación del Concejo Municipal de Distrito
- Administración
  - Intendente: Juan Luis Arce Castro (UP)
  - Viceintendenta: Isla Fernanda Vives López (UP)

- Concejo Municipal de Distrito
  - Síndica Propietaria: Sonia Medina Matarrita (UP)
  - Síndico Suplente: Hernán Aguilar Rodríguez (UP)

- Concejales Municipales de Distrito
  - Propietarios
    - Luis Alberto Almanza Villar (UP)
    - Hilda Amador Porras (UP)
    - Yessenia Carmona Anchía (PUCS)
    - José  Fabio Paniagua Obando (PLN)

  - Suplentes
    - Javier Cascante Rojas (UP)
    - Wilman Mora (UP)
    - Elmer Agüero Berrocal (PUSC)
    - Adrián González Quesada (PLN